# Sto Para Pente
Sto Para Pente (Στο παρά 5) est une série télévisée grecque en 49 épisodes de 45 minutes créée par Giorgos Kapoutzidis, réalisée par Antonis Aggelopoulos et diffusée entre le 26 septembre 2005 et le 18 juin 2007 sur Mega Channel.
Cette série est inédite dans les pays francophones.

## Synopsis
Cinq personnages d'horizons différents se retrouvent coincés dans l'ascenseur d'un hôtel avec un ancien ministre où se déroulait une réception. Cet ex-ministre empoisonné lors de la réception fait quelques confidences troublantes à ses compagnons de circonstance avant de mourir dans l'ascenseur. Ces cinq personnages feront connaissance et décideront d'élucider ce cas troublant. Ils ne savent pas encore ce qui les attend...

## Distribution

### Les cinq
- Smaragda Karidi : Dahlia
- Elissavet Konstandinidi : Zoumboulia
- Giorgos Kapoutzidis : Spyros
- Argiris Aggelou : Fotis
- Aggeliki Labri : Aggela

### Autres personnages
- Irene Koumarianou : Sophia, grand-mère de Spyros qui vit avec lui.
- Efi Papatheodorou : Theopoula, voisine et amie inséparable de Sophia.
- Zeta Makripoulia : Amalia et narratrice de la série
- Pavlos Orkopoulos : Thomas Voulinos, père de Fotis, directeur d'un petit canal de télévision

## Commentaires
Le scénario est écrit par Giorgos Kapoutzidis qui avait déjà écrit une autre série grecque Savvatogenimenes en 2003-2004. Sto Para Pente a été le plus grand succès de la saison 2005-2006, et est considérée déjà comme le plus grand succès de l'histoire de la télévision grecque. La série était écrite originellement pour durer une seule saison, mais face à une telle popularité la série se déroule sur deux saisons.
La série qui peut être considérée comme comique, allie aussi mystère et action, sans oublier des moments sérieux et intelligents. Si les scènes comiques font penser typiquement aux comédies grecques, les passages sombres ont à voir avec les séries policières...

### Le titre
« Para pente » signifie littéralement « moins cinq (d'une heure) ». « Sto para pente » est une expression qui signifierait « au dernier moment » ou « moins une ». Mais le titre signifie que les personnages sont cinq, combattant cinq méchants, et dont les héros se débrouillent toujours pour s'échapper au dernier moment de situations difficiles.